# Waffen-, Huf- und Hammerschmiede Hexenagger
Die Waffen-, Huf- und Hammerschmiede in Hexenagger, Gemeinde Altmannstein, Landkreis Eichstätt ist eine Schmiede im Riedenburger Schambachtal, deren Hammerwerk durch ein Wasserrad angetrieben wird.

## Geschichte
In Schafshill, vier Kilometer von Hexenagger entfernt, bauten bereits Kelten und Römer Erz ab. In dieser Zeit blühte der Handel mit Eisenwaren. Nach längerem Ruhen wurde das Schmiedehandwerk in der Umgebung durch den Sandersdorfer Schlossherrn Max Albrecht von Muggenthal 1693 wiederbelebt. In den folgenden Jahrhunderten erlebte die  Schmiede mehrere Modernisierungen, ein Teil des alten Werkzeugs ist heute noch zu besichtigen. Zu Beginn des 20. Jahrhunderts wechselte die Schmiede ihren Besitzer, sie war nun nicht mehr Eigentum von Adeligen. Vor dem Zweiten Weltkrieg wurde sie stillgelegt, in der Nachkriegszeit wieder für ein paar Jahre eröffnet. Seit den 1960er Jahren befindet sich das Anwesen in Besitz von Norbert Huber. Dieser betreibt neben der Schmiede auch noch ein Heimatmuseum und hält des Öfteren Führungen ab. Außerdem fertigt er kleine handwerkliche Gegenstände als Souvenirs an.